# Magna Entertainment Corporation
Die Magna Entertainment Corporation (MEC) war ein Anbieter von Pferderennsport mit Sitz im kanadischen Aurora (Ontario). Das Unternehmen betrieb Pferderennbahnen in Nordamerika und Österreich sowie internationale Wettportale und einen Fernsehsender. Es war bezogen auf den Umsatz Marktführer im Bereich Pferdewetten. 2009 meldete das Unternehmen Insolvenz in den USA an und stellte 2018 den Betrieb ein.

## Geschichte
Auf Initiative von Frank Stronach wurde im Jahr 1999 Magna Entertainment Corporation (MEC) gegründet. Am 31. August 2006 übernahm MEC die Amtote International, den führende Betreiber für Totalisatorservices in Nordamerika.
Am 5. März 2009 meldete das Unternehmen Insolvenz nach Chapter 11 des Insolvenzrechts der Vereinigten Staaten an.
Nach öffentlicher Kritik stellte das Unternehmen 2014 den Rennbetrieb in Ebreichsdorf ein. Im September 2020 wurde der Verkauf des Racino an die Sakoyah Beteiligungsverwaltungs GmbH um fast 40 Millionen bekannt.
Im Jahr 2018 zog sich Frank Stronach wirtschaftlich komplett aus Österreich zurück.

## Unternehmen
Die Magna Entertainment Corp. betrieb mehrere Online Pferdewettenplattformen in England, Deutschland und Österreich und besaß 12 Rennbahnen in Nordamerika und in Österreich unter dem MarkennamenMagna Racino. Daneben betreibt das Unternehmen mit HorseRacing TV, einen Fernsehkanal, der 24-Stunden über Pferderennen berichtete. MEC notiert sowohl am Nasdaq National Market als auch an der Toronto Stock Exchange.
Rennbahnen der MEC:
- Magna Racino, Ebreichsdorf, Österreich
- Golden Gate Fields, Albany (Kalifornien)
- Great Lakes Downs, Muskegon
- Laurel Park, Laurel (Maryland)
- Gulfstream Park, Hallandale Beach
- Lone Star Park, Grand Prairie (Texas)
- Pimlico, Baltimore
- Portland Meadows, Portland (Oregon)
- Remington Park, Oklahoma City
- Santa Anita Park, Arcadia (Kalifornien)
- The Meadows, Meadow Lands – verkauft Ende 2006
- Thistledown, North Randall
- Rosecroft Raceway, Fort Washington, Maryland. Trabrennbahn.

## Kritik
Kritik kam von Wasser- und Naturschützern gegen Projekte von Magna Entertainment in Ebreichsdorf. Im Juni 1996 kaufte Frank Stronach im Ebreichsdorfer Niedermoor 250 ha Grünland. Geplant war es, den Magna Globe Resort Park zu errichten und Ende 1999 zu eröffnen. Der Kugelpark wurde nicht verwirklicht.
Allerdings genehmigte die Niederösterreichische Landesregierung die Widmung von 37 ha Bauland und Verkehrsflächen für den Pferdesportpark Magna Racino. Die drei Rennbahnen wurden gebaut, laut Bezirkshauptmannschaft Baden mit „belastetem Material“. Den Anrainern wurde damals von der Bezirkshauptmannschaft Baden und dem niederösterreichischen Landeshauptmann die Parteienstellung in wasserrechtlichen Verfahren aberkannt. Das Höchstgericht stellte in 3. Instanz fest, dass dies rechtswidrig war und hob den Bescheid des Landeshauptmanns auf.
2000 lief wegen des Magna Parks in Ebreichsdorf ein Vertragsverletzungsverfahren gegen die Republik Österreich wegen Verletzung von EU-Naturschutzrecht an. Bereits zwei Jahre vor Baubeginn (1998) wurde das Land NÖ von der EU-Kommission vor einer Zerstörung der Moorflächen gewarnt.
Im Zuge des geplanten Bauprojekts Rothneusiedl vermutete die ÖVP Wien politische Einflussnahme. Magnas Projekt mit Stadion und Einkaufszentrum werde durchgepeitscht und Gefälligkeitsgutachten erstellt, womit Magna ein verdächtig günstiges Vorkaufsrecht zukomme. Das Projekt wurde nach jahrelangen Diskussionen nie verwirklicht und das Stadion ist seit dem Ausstieg Stronachs bei der Wiener Austria vom Tisch. Ob es ein Einkaufszentrum geben wird, ist unklar, Magna hat aber keine konkreten Pläne mehr dazu.